# Die schöne Hochzeit
Die schöne Hochzeit ist ein französisches Beziehungsdrama von Éric Rohmer aus dem Jahr 1982.

## Handlung
Sabine steht kurz vor ihrem Universitätsabschluss in Kunstgeschichte und beschließt, ihr Leben umzukrempeln. Sie hat keine Lust mehr auf Beziehungen mit verheirateten Männern und beendet ihre Affäre mit dem Maler Simon. Sie beschließt zu heiraten und vom Geld des Ehemannes abhängig sein zu wollen, auch wenn sie nicht weiß, wer dieser Ehemann sein wird. Dennoch teilt sie ihren Plan mit ihrer besten Freundin Clarisse und ihrem früheren Freund Claude. Neben ihrem Privatleben stellt sie zunehmend auch ihren Beruf infrage, mag sie ihre Stelle als Mitarbeiterin im Antiquitätenladen von Maryse nicht sonderlich. Sie sieht sich eher als künstlerischen Typ und bewundert Clarisse, die sich ihren Lebensunterhalt unter anderem mit dem Bemalen von Lampenschirmen verdient.
Nur widerwillig kommt Sabine als Gast zur Hochzeit von Clarisses Bruder. Hier stellt Clarisse ihr ihren Cousin Edmond vor, der als Rechtsanwalt in Paris arbeitet. Beide sind voneinander angetan, doch wird Edmond zu einem Termin gerufen und verlässt die Feier daher schon nach wenigen Minuten. Sabine glaubt dennoch, in Edmond den Mann gefunden zu haben, den sie eines Tages heiraten wird. Je länger sie ihn nicht wiedersieht, desto sicherer wird sie sich, was ihre Gefühle für Edmond angeht.
Sie weiß, dass er eine bestimmte Vasenart sucht, und vermittelt ihm einen solchen Kauf, den eigentlich ihre Chefin tätigen wollte. Beim anschließenden Essen redet Sabine zu viel, was Edmond zunächst so amüsiert wie irritiert. Die nächste Zeit wehrt er ihre Versuche, ihn in Paris zu treffen, telefonisch ab. Sie wiederum kündigt ihre Arbeit, als Maryse sie wegen des Vasenverkaufs zur Rede stellt. Sabine lädt Edmond zu ihrem Geburtstag ein und erleidet fast einen Zusammenbruch, als es so scheint, als komme er nicht vorbei. Als er verspätet eintrifft, zieht Sabine ihn nach kurzer Zeit in ihr Zimmer und überrumpelt ihn mit ihrer direkten und vorschnellen Art. Er verlässt überstürzt die Feier und lässt sich die nächste Zeit von seiner Sekretärin telefonisch verleugnen. Sabine sucht ihn schließlich in Paris auf und beide sprechen sich aus. Edmond erklärt, dass er sie zwar attraktiv finde, aber nicht liebe. Zudem wolle er in einer Beziehung eher vorangehen oder zumindest gleichauf mit den Ansichten seiner Partnerin sein. Sabine verlässt seine Praxis wütend, hat sich jedoch schon kurze Zeit später beruhigt. Vor Clarisse stellt sie fest, dass es noch mehr Männer gebe. Schon auf ihrer nächsten Zugfahrt nach Paris beginnt sie schließlich, mit einem Fahrgast zu flirten.

## Hintergrund
Die schöne Hochzeit ist der zweite Teil des Filmzyklus Komödien und Sprichwörter (Comédies et Proverbes) von Éric Rohmer. Nachdem der erste Film Die Frau des Fliegers 1981 weder beim Kinopublikum noch bei der Filmkritik besonderen Anklang gefunden hatte, wechselte Rohmer den Stil und schrieb eine amüsante Komödie, die eher an Boulevardtheater erinnert, ein Genre, das er bis zu diesem Zeitpunkt noch nicht ausprobiert hatte, das aber in seinem späteren Werk einen immer größeren Raum einnahm. Die Geschichte spiegelt Balzacs Erzählung Le Bal de Sceaux (deutsch: Der Ball von Sceaux), in der sich eine junge Frau einseitig zur Hochzeit entschließt. Das Personal entstammt dem Repertoire der klassischen Komödie (die leidenschaftliche Frau, die streitlustige Frau, der Don Juan), und auch der Stil erinnert an französische Klassiker, was eine französische Fernsehsendung demonstrierte, indem abwechselnd Zitate aus dem Film und einem Stück von Marivaux gegeneinander geschnitten wurden, ohne dass es einen merklichen Bruch gab.
Gleichzeitig basierte Rohmers Film jedoch auch auf moderneren Einflüssen. So hatte Rohmer bereits in den 1940er Jahren einen autobiografischen Text unter dem Titel Le beau mariage geschrieben und hatte selbst in seiner Jugend um die Hand einer Frau angehalten, die er lediglich auf einem Ball gesehen hatte. Wie häufig waren es auch die Erzählungen seiner Schauspielerinnen, durch die er seine eigenen Ideen anreicherte, in diesem Fall Béatrice Romand, mit der er 1970 bereits Claires Knie gedreht hatte. Sie hatte mit 20 Jahren geheiratet, war nach Indien gezogen und kehrte nach dem frühen Tod ihres Ehemannes als Witwe zurück nach Frankreich. Rohmer notierte aus Interviews mit ihr ähnlich verklärende Aussagen zur Ehe und zum Verhältnis der Geschlechter, wie sie Sabine im Film hätte sagen können. Letztlich machte der Regisseur aus der Rolle eine Art doppelte Karikatur, die gleichzeitig feministische wie reaktionäre Züge zeigt, die in ihren Liebesbeziehungen die Männer kontrollieren will, aber dennoch nach einem Märchenprinz Ausschau hält.
Dem Film vorangestellt ist das Motto „Wer liebte nicht des Phantasierens holden Duft? Wer baute nie ein stolzes Schloss sich in die Luft?“ (im französischen Original: „Quel esprit ne bat la campagne? Qui ne fait châteaux en Espagne?“). Das Zitat ist der Fabel La Laitière et le Pot au lait (deutsch: Die Milchfrau und der Milchtopf) des französischen Dichters Jean de La Fontaine entnommen.

## Produktion
Die Dreharbeiten fanden in Paris, Le Mans und Ballon statt. Der Film kam am 19. Mai 1982 in die französischen Kinos und lief am 5. Juli 1985 auch in den deutschen Kinos an. Im deutschen Fernsehen war der Film erstmals am 14. September 1988 im ZDF zu sehen, wobei er unter dem Titel Die schöne Ehe lief. Im Jahr 2006 erschien er auf DVD.

## Synchronisation
| Rolle          | Darsteller       | Synchronsprecher  |
| -------------- | ---------------- | ----------------- |
| Sabine         | Béatrice Romand  | Marion Martienzen |
| Edmond         | André Dussollier | Volkert Kraeft    |
| Simon          | Féodor Atkine    | Holger Mahlich    |
| Clarisse       | Arielle Dombasle | Heidi Berndt      |
| Claude         | Vincent Gauthier | Gernot Endemann   |
| Maryse         | Huguette Faget   | Verena Wiet       |
| Sabines Mutter | Thamila Mezbah   | Renate Pichler    |

## Kritik
Der film-dienst nannte Die schöne Hochzeit eine „feinsinnige und hintergründige Komödie über die verzweifelte Glückssuche des Menschen, über das Problem vorgefertigter Geschlechterrollen und die Unwägbarkeit und Inkonsequenz menschlicher Gefühle.“ Für Cinema war der Film ein „fein analysiertes Chaos der Gefühle“.

## Auszeichnungen
Auf den Internationalen Filmfestspielen von Venedig 1982 gewann Béatrice Romand den Goldenen Phönix als Beste Schauspielerin. Éric Rohmer wurde 1983 für einen César für das Beste Originaldrehbuch nominiert.